# Notoxus cechovskyi
Notoxus cechovskyi là một loài bọ cánh cứng trong họ Anthicidae. Loài này được Kejval miêu tả khoa học năm 1999.